# Национальная ассамблея Маврикия
Национальная Ассамблея (англ. Mauritian National Assembly) — законодательный орган Маврикия.

## Состав
Однопалатный парламент включает в себя 70 депутатов и президента Маврикия. 62 депутата избираются всеобщим прямым голосованием в 20 округах (по трое). Еще 8 в соответствии с Конституцией определяются избирательной комиссией после выборов из числа проигравших, набравших наибольшее число голосов, с учетом принципа этнического представительства.
Победившая на выборах партия формирует правительство, все члены которого кроме генерального прокурора должны иметь депутатский мандат. На должность премьер-министра президент назначает лидера партии парламентского большинства.
Срок полномочий парламента — 5 лет.